# God Bless Fiji
God Bless Fiji eller Meda Dau Doka är Fijis nationalsång, skriven och komponerad av Michael Francis Alexander Prescott, med en psalmmelodi av Charles Austin Miles som förlaga. Sången antogs som nationalsång vid självständigheten 1970. Texten finns i två språkversioner, engelska och fijianska. Innehållet i dessa har inte mycket gemensamt.